# Golden Triangle Bank
Die Golden Triangle Bank (골든 트라이앵글 은행) ist eine Bank in Nordkorea. Sie sitzt in der Stadt Rasŏn in der Provinz Hamgyŏng-pukto. Gegründet wurde das Institut im März 1996. Sie untersteht dem Postministerium. Geleitet wird sie von Kim Jong-geun. Ihre hauptsächliche Aufgabe sind die finanzielle Unterstützung sowie Beratung von potentiellen Investoren.
Sie ist die einzige Bank des Landes, die die Eröffnung und Führung eines Kontos durch Ausländer ermöglicht. Der Kunde erhält eine spezielle Debitkarte, welche allerdings nur innerhalb der Sonderwirtschaftszone funktioniert. Weiterhin kann man nur hier den Nordkoreanischen Won zum tatsächlichen Wechselkurs erhalten und ausgeben.